# Vier vormen in graniet
Vier vormen in graniet is een kunstwerk in Amsterdam Nieuw-West.
De maker André Volten wilde met deze granietblokken een beleving van het materiaal mogelijk maken. De blokken/brokken staan als staande ribben van een kubus op een met kasseien beklinkerde vierkante ondergrond. Twee vlakken van elk blok zijn daarbij gepolijst; de andere twee vlakken zijn ruw. Daarbij delen de ruwe vlakken een ribbe met elkaar, zo ook de gepolijste vlakken.
De beeldengroep stond vanaf 1978 tot 1994 nabij Sportpark De Eendracht. Het terrein aan de J.M. den Uylstraat waar het kunstwerk sinds 1994 staat, maakte tot beginjaren negentig deel uit van het sportpark. Amsterdam had destijds behoefte aan ruimte voor woningbouw en snoepte daartoe een deel van het sportpark af.  

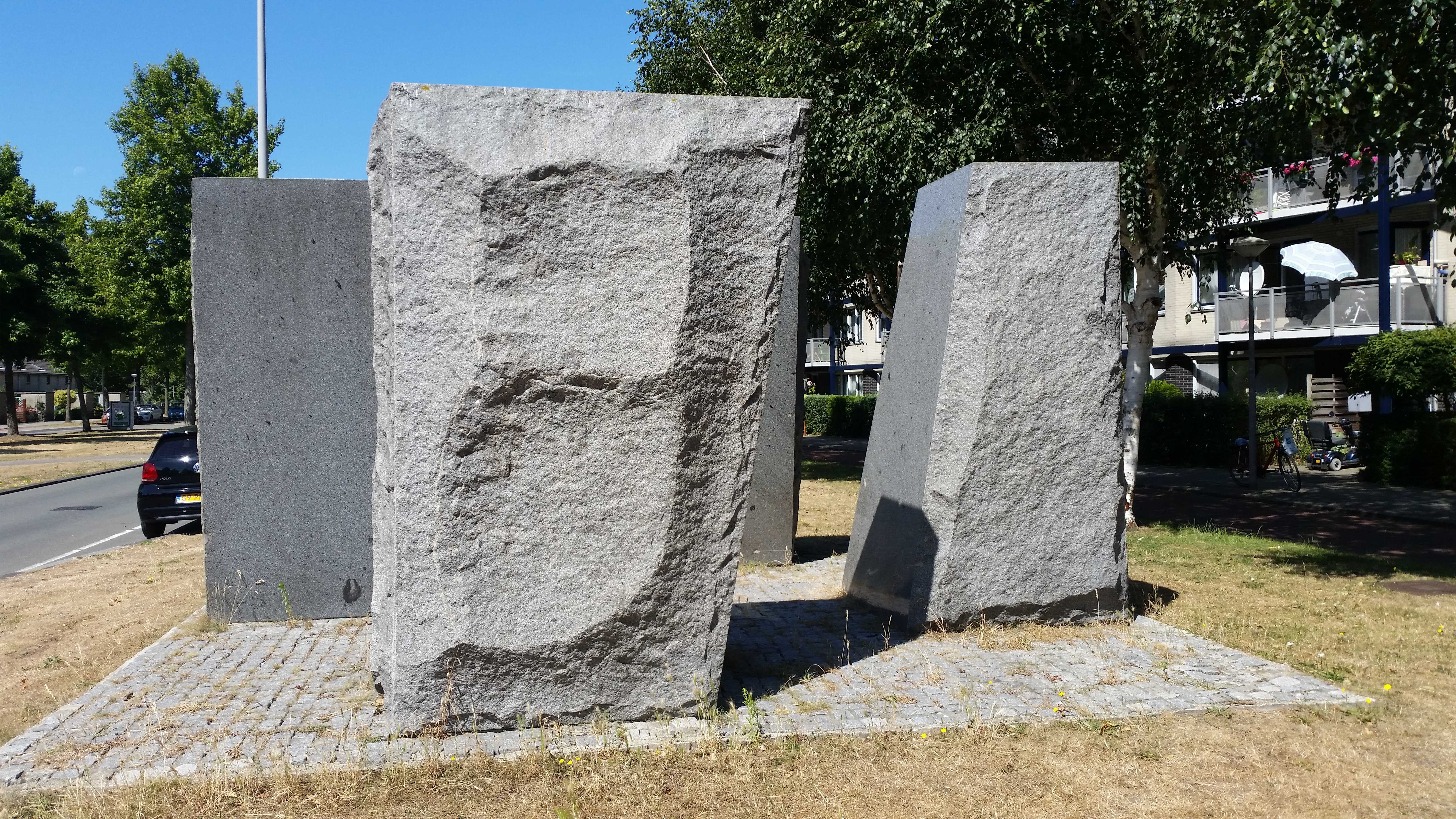
Vier vormen in graniet (juli 2018)